# Crassula tillaea

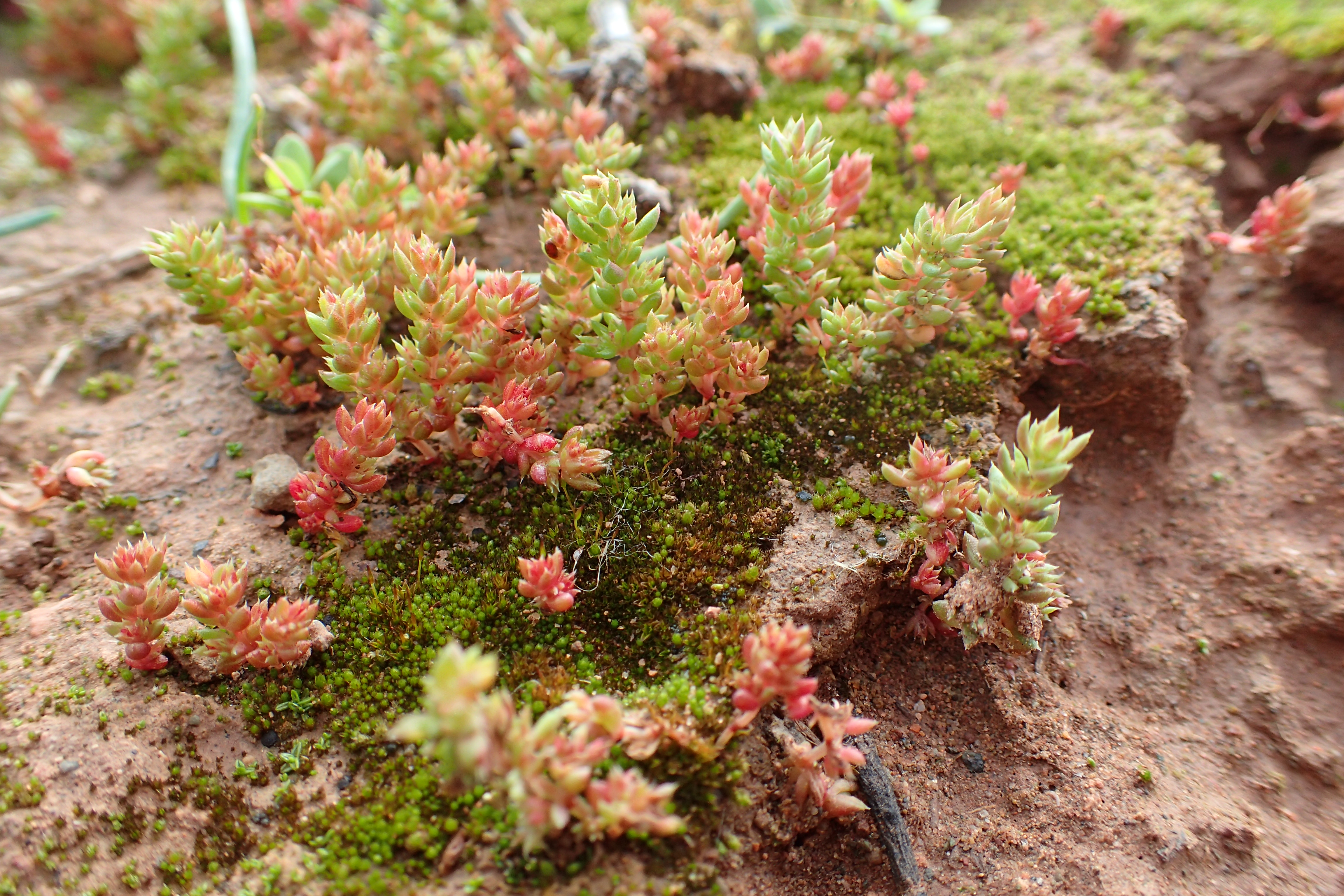
Iniciant el canvi de color

Crassula tillaea és una espècie de planta suculenta del gènere Crassula de la família de les Crassulaceae.

## Taxonomia
Crassula tillaea Lest.-Garl. va ser descrita per Lester Vallis Lester-Garland i publicada a A Flora of the Island of Jersey 87. 1903.
Etimologia
- Crassula: nom genèric que prové del llatí crassus, que significa 'gruixut', en referència a les fulles suculentes del gènere.[2]
- tillaea: epítet que fa referència al gènere Tillaea.[2]

Sinonímia
- Crassula muscosa L.
- Tillaea muscosa L.
- Sedum tillaei E.H.L.Krause
- Crassula connatum Dulac
- Tillaea procumbens Dum.Cours.